# Стеван Радић
Стеван Радић (Мохач, 1863 — Ириг, 1917) био је књижевник, педагог, друштвени и културни радник.

## Животопис
У родном мјесту завршио српску основну и мађарску вишу народну школу. Учитељску школу с одличним успјехом завршио у Карловцу. Након завршетка препарандије 1882. године добија мјесто учитеља у комуналној школи у Трпињи код Вуковара. Дошавши у то мјесто, затекао је школу у врло лошем стању, „непатосану и с пропалом трском покривену“. На његову иницијативу мјештани, махом сељаци, сазидали су нову школу. У истом мјесту је затим основао и Певачко друштво те је завео светосавске беседе. У Трпињи је провео десет година, подигавши друштвени и културни живот на завидан ниво.
У Ириг, „престоницу Фрушке горе“, дошао 1892. године кад је изабран за учитеља и управитеља општинске основне школе „Свети Сава“. И у том мјесту, као виспрени учитељ, основао је Певачко друштво и био му, пуних седам година, бесплатно хоровођа. Кад се 1903. године створила у Иригу Добротворна задруга Српкиња, нашао се у том друштву да би 1905. био изабран за њеног секретара. С том задругом основао је забавиште и Крајцарско друштво, постигавши с тим локалним институцијама добре резултате. У међувремену радио је на идеји да се у Аустроугарској створи Савез Српкиња, а то му је пошло за руком 1910. године кад је у Сремској Митровици, на првом састанку околних добровољачких задруга Српкиња у Аустроугарској, успио постићи да се усвоји статут и формира савез. За прегалачки рад на стварању савеза њему је, као признање, додијељен статус почасног члана у Надзорном одбору. Године 1912. остварила се дуго очекивана идеја, која је потекла од женских задруга, да се подигне споменик српској пјесникињи и књижевници Милици Стојадиновић Српкињи. Част да га свечано, уз поздравни говор, у присуству неколико хиљада људи, у близини манастира у Врднику, на Видовдан, преда у аманет својим сународницима, припала је овом човјеку и хуманисту. Био је заговорник и идеје да се Јовану Јовановићу Змају подигне достојан споменик на Иришком венцу, највишем дијелу Фрушке горе, но та је идеја остало само замисао.
Свој је књижевни рад Стеван Радић, за оно вријеме веома образован, почео још 1883. године хуморескама и шалама у Змајевом Стармалом. Затим је, у Србобрану 1895, а касније и у Застави и Бранику, у периоду од 1898. до 1904, објављивао своје путописе из Барање, Црне Горе и Срема, као и мноштво модерних и поучних текстова у истим листовима под називом Пописна пракса. Писао је и приповијетке у Јавору и Стражилову у периоду од 1895. до 1909, кад се посљедњи пут јавља у Бранику, описујући свој пут по Чешкој и боравак у Прагу, гдје је као делегат заступао српско учитељство на Свеславенском конгресу у „златном граду“, те 1909. године, кад је постао дописни члан Савеза чешких учитељских друштава.
Судећи према електронском каталогу Библиотеке Матице српске, Стеван Радић је 1898. године у Сремским Карловцима издао књигу Барањчице : приче из живота Срба Барањаца, године 1910. у Руми приповијетку Ни из чега (136 стр.) те есеј Српска жена (1910, 2 стр, без ознаке мјеста и издавача), у коме позива српске жене да прикупе ручне радове за изложбу у Прагу 1910. године и кратко говори о традицији ручног рада у нас.
Поред свог великог утицаја на народ у Иригу и околини живом ријечју, кад је користио сваку прилику да га поучи свему корисном, бавио се и даскама које живот значе. Наиме, кад се Дилетантско позоришно дружество издвојило из иришке Српске читаонице, био је од 1894. до 1901. године његов непосредни руководилац, а самим тим и режисер. Режирао је у том аматерском ансамблу представе Монастарлију и Бој на Косову и с њима гостовао диљем Срема, ширећи љубав према још једној споредној ствари на тим просторима.
Оронулог здравља, изненада умире релативно млад у 54. години, остављајући иза себе многе неостварене луцидне идеје, на жалост мјештана Ирига и тог дијела Фрушкогорја. Сахрањен је на Николајевском гробљу у Иригу 1917. године.